# Ukrajinská hospodářská akademie
Ukrajinská hospodářská akademie v Poděbradech (ukrajinsky Украї́нська господа́рська акаде́мія, zkr. UHA) byla vysoká technická škola se sídlem na zámku v Poděbradech určená pro ukrajinskou menšinu v tehdejším Československu. Škola byla založena v roce 1922 Ukrajinským veřejným výborem v Praze v čele s Mykytou Šapovalem za finanční pomoci Ministerstva zahraničních věcí ČSR.

## Popis školy

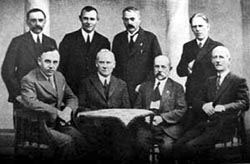
Senát UHA. Sedící vlevo: docent O. Bočkovskyj, profesor B. Ivanyckyj (rektor), profesor L. Frolov a další.

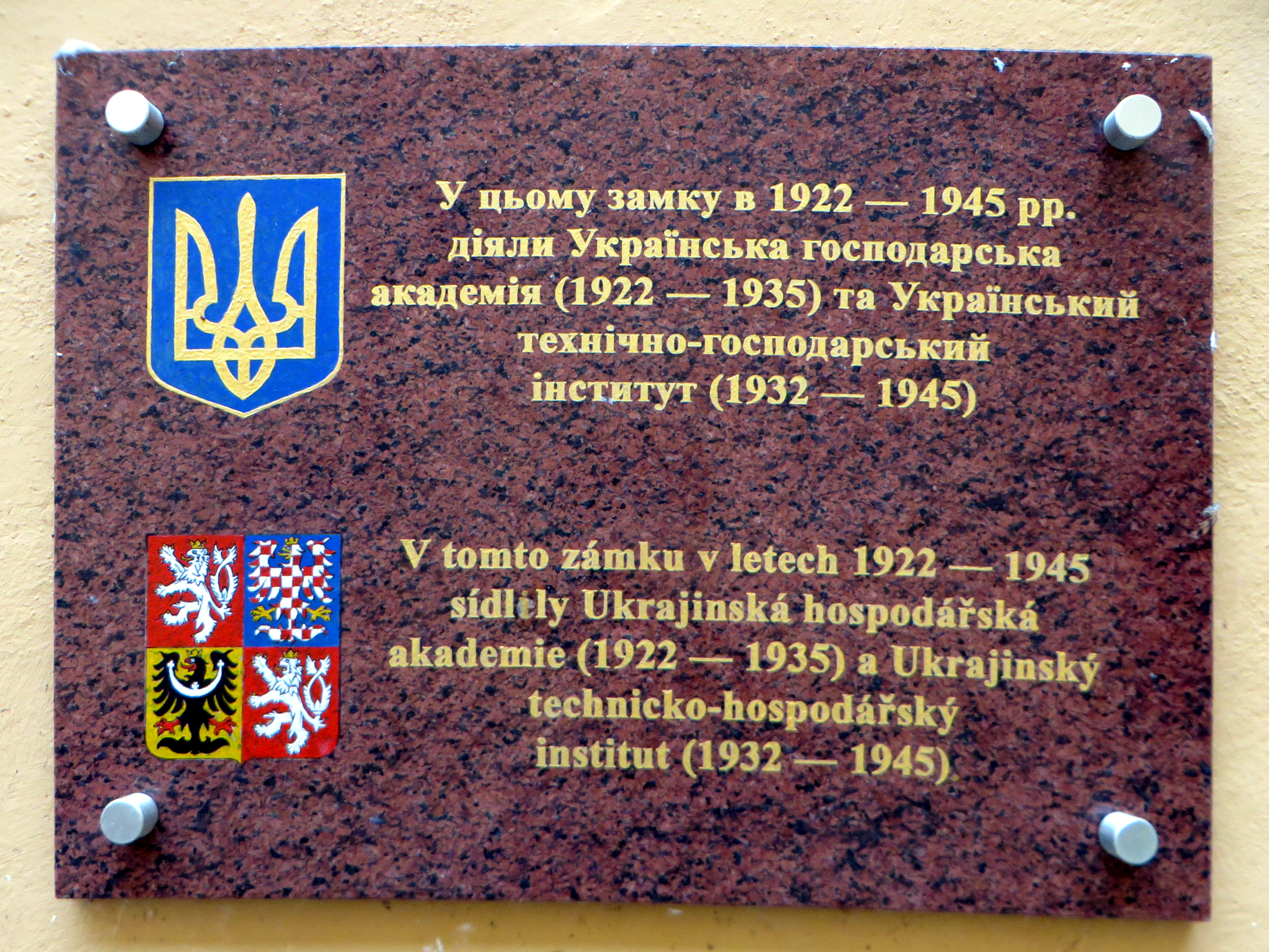
Pamětní deska Ukrajinské hospodářské akademie v Poděbradech

UHA svou organizací odpovídala českým vyšším školám tohoto typu s tím rozdílem, že kromě odborných předmětů byla zavedena také ukrajinistika. Na UHA působila řada pomocných vzdělávacích institucí: knihovna s 30 000 svazků odborné literatury, 33 kabinetů, 14 laboratoří, řada farem, lesní školka, meteorologická stanice a dvě vzdělávací družstva. Většina těchto institucí sídlila ve starobylém zámku českého krále Jiřího z Poděbrad (1420-1471).

### Historie
Počáteční zakládací listina UHA ze 16. května 1922 Ministerstvem zemědělství ČSR, byla dne 23. května 1925 pozměněna Profesní radou UHA. Podle nové zřizovací listiny Akademie nadále existovala jako vysoká škola se čtyřletým studijním plánem a měla tři fakulty:
- agronomické a lesnické (zvlášť oddělení agronomické a lesnické)
- strojírenství (oddělení chemicko-technologické a hydrotechnické)
- hospodářské a družstevní (odd. hospodářské s četnými pododděleními a odd. družstevní a statistické)

Absolventi akademie získali inženýrský titul.
Během prvních deseti let měla UHA 118 učitelů: 92 Ukrajinců (nejvíce v roce 1928 — 96) a 26 Čechů. Mnozí z profesorů byli prominentní vědci, mezi nimi:
- agronom V. M. Domanyckij, V. Čeredijev, lesník B. Ivanyckyj
- ekonomové - O. Mycjuk, V. Sadovskyj, V. P. Tymošenko, spolupracovníci S. V. Borodajevskyj, B. M. Martoš, statistik — F. A. Ščerbina;
- právníci — L. L. Byč, O. O. Ejcheľman, sociolog O. I. Bočkovskyj, Viktor Sapitskyj.
- chemici — M. P. Vikul, Serhij Komareckyj;
- geodeti - L. Grabina, L. Frolov a kol.
- H. Šijaniv — právník a veřejná osoba; ředitel kanceláře Ukrajinské hospodářské akademie v Poděbradech, kde vyučoval práva.
- Borys Mykolovyč Lysjanskyj — ukrajinský fyzik, publicista, sociální a politický aktivista, básník.

Rektoři UHA byli: Ivan Opanasovyč Šovheniv (1922-1925 a 1926-1927), Borys Heorhijovyč Ivanyckyj (1925-1926 a 1928-1935), Serhij Prokopovyč Tymošenko (1927-1928).
UHA a její profesura se účastnila mezinárodního vědeckého života (kongresy, publikace atd.). Značná byla vědecká publikační činnost UHA a jejích profesorů. Za dobu existence UHA vydali 698 vědeckých publikací, z toho 229 knih (převážně učebnic pro studenty), včetně řady prvních technických příruček pro vysoké školy v ukrajinském jazyce (pouze 37 vyšlo tiskem, zbytek převážně v podobě litografie). Velký význam měl rozvoj ukrajinského technického názvosloví (mimo jiné Lesnická terminologická komise vydala Německo-ukrajinský lesnický slovník). Za dobu její existence na UHA působilo 50 organizací, mezi nimi 9 vědeckých, odborných a odborných organizací.